# ثورة الخياطين 1798

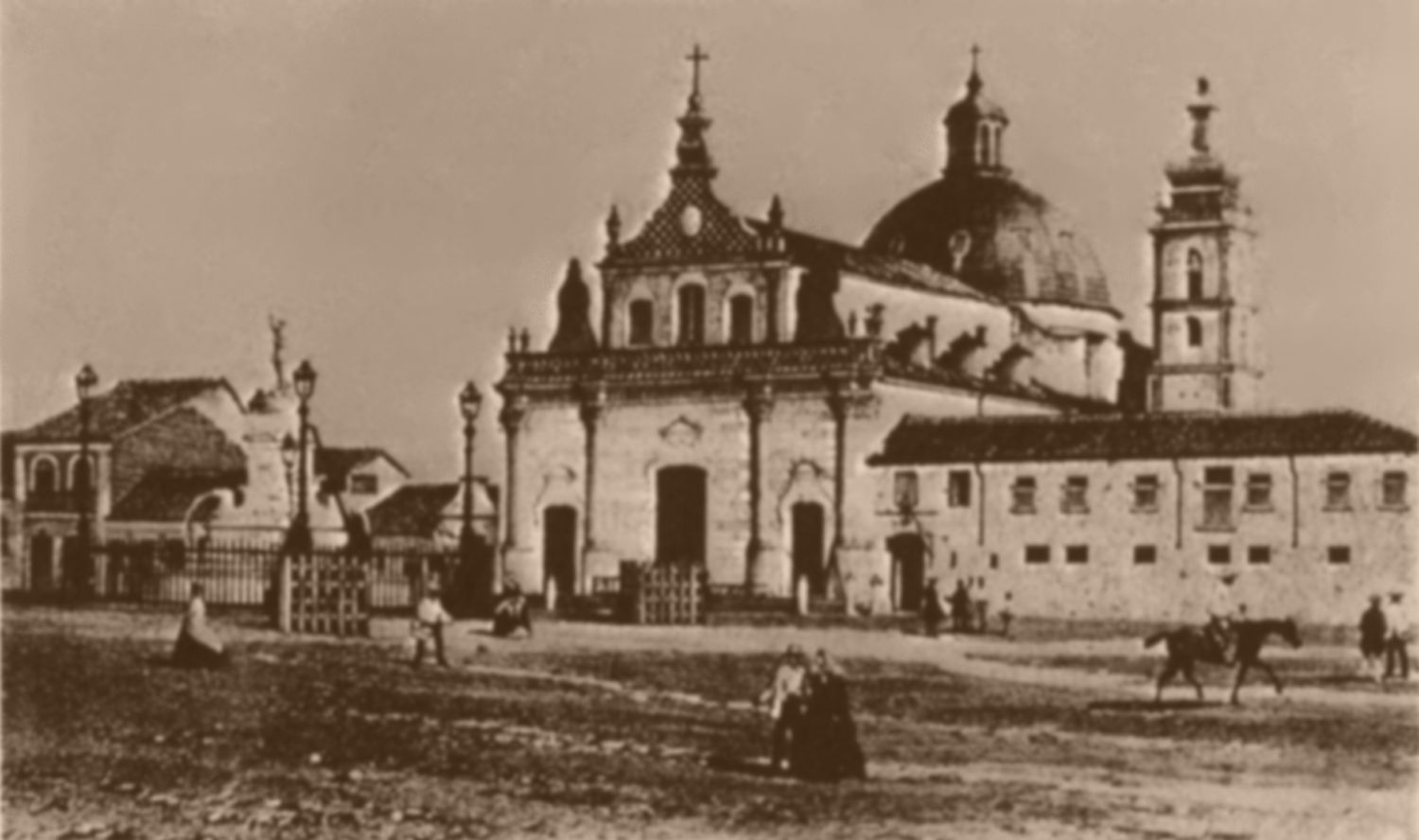

مؤامرة باهيا، المعروفة أيضًا باسم ثورة الخياطين، ومؤخرًا باسم ثورة بوزيوس، كانت تمردًا للعبيد في أواخر القرن الثامن عشر في منطقة باهيا في البرازيل. على عكس حركة أنكوندينيا ماينيرا عام 1789، شكل هذا التمرد حركة انفصالية ذات قاعدة شعبية ومشاركة واسعة من السود.
كانت أهداف الباهيين المتمردين بحسب كلوفيس مورا «جذرية وراديكالية أكثر»، وكان اقتراح تحرير العبيد أحد أهدافهم الرئيسية. شمل قادتها وأعضاؤها «المحررين والعبيد السود، والحرفيين، والخياطين؛ وأولئك ممن تعرضوا للقمع والتمييز في مجتمع باهيا الاستعماري». ارتفعت احتمالية حدوث ثورات وتمردات في باهيا بسبب وجود العديد من العبيد هناك. كانت الطبقات الراقية في المنطقة خائفة من أن تكون التمردات أو الثورات مماثلة للثورة الهايتية إذا حدثت. أطلق على الثورة أيضًا اسم «الثورة الاجتماعية البرازيلية الأولى»، وذلك بسبب المشاركة الكبيرة من الطبقات الدنيا في باهيا.

## خلفية
أُشعِلَت بدايات الثورة في مدينة سالفادور على يد مجموعة من العمال المحرومين من حقوقهم، والذين سعوا إلى إطلاق انتفاضة ضد السلطة البرتغالية. استاءت هذه المجموعات المهمشة من البرتغاليين «بسبب هيمنتهم على البلاد، فضلًا عن الثروة التي تكدست بيد عدد قليل من البرازيليين الأحرار». تأثرت هذه الثورة بمبادئ التنوير وحركات الاستقلال الناجحة التي نتجت عنها. بالإضافة إلى سخط المدنيين، كانت هناك اتهامات مختلفة بالفساد موجهة إلى المحكمة العليا في سالفادور، والتي فشلت السلطات البرتغالية في التحقيق فيها على النحو الواجب. تبلورت فكرة التمرد خلال هذه الفترة التي تميزت بنشوب صراعين داخلي وخارجي. تشير الأدلة الحالية إلى أن الشرارة الأولى للفكرة بدأت عام 1797 بعد محادثة بين فرانسيسكو مونيز باريتو ولوكاس دانتاس دانتاس دموريم توريس ومانويل دي سانتا آنا. انتشرت فكرة التمرد عبر قصيدة من أربعة وأربعين سطرًا كتبها باريتو.
في 12 أغسطس 1798، نُشر إعلان على باب كنيسة في سالفادور، باهيا ورد فيه: «تشجعوا يا أهل باهيا لأن وقت حريتنا يقترب، الوقت الذي سنكون فيه جميعًا إخوة، والوقت الذي نتساوى فيه». لفت هذا الإعلان المكتوب الذي لم تُحدد هوية مؤلفه انتباه سلطات باهيا إلى مؤامرة التمرد.
كان للثورة المتأثرة إلى حد كبير بأحداث الثورة الفرنسية ثلاثة مطالب محددة: «الاستقلال الكامل وإنشاء جمهورية، والمساواة العرقية، والإلغاء الكامل للرق والعبودية». ضمت الثورة أعضاء من خلفيات عرقية مختلفة، مثل: البيض الفقراء والمحرّرين والعبيد والحرفيين من مختلف الأعراق والأعضاء الثوريين من الطبقة العليا. نُقِلَ عن لوكاس دانتاس دو اموريم توريس، وهو جندي أسمر ممن قبض عليهم وحوكموا لانخراطهم في التمرد، قوله للقضاة أثناء محاكمته: «نريد جمهورية للتنفس بحرية لأننا نعيش مقهورين ولأننا ملونون ولا نستطيع التقدم وإذا كانت هناك جمهورية ستكون هناك مساواة للجميع». هددت مطالب المساواة هذه بتقويض التسلسل الهرمي القائم على العرق في البرازيل فيما يتصل بالامتيازات السياسية والاجتماعية، وسرعان ما قمعتها سلطات التاج.
في بداية ثورة عام 1798، لم تكن هناك خطة منظمة. ووفقًا لمانويل فوستينو دوس سانتوس ليرا، أحد المشاركين في الثورة، فإن الهدف كان إقناع الحاكم بأن يصبح رئيسًا للجمهورية الجديدة من خلال استخدام الحد الأدنى من العنف.
أطلق على الثورة اسم ثورة الخياطين عام 1798، وذلك نظرًا لمشاركة الخياطين وأعضاء آخرين من عمال باهيا المهرة مثل «الجنود، والحرفيين، والنجارين». لم يكن معظم المتمردين عبيدًا، بل كانوا من الأحرار أصحاب البشرة السمراء المائلة إلى الصفرة، ممن عاشوا في فقر مدقع.